# Lijst van hoogste gebouwen van IJsland
Dit artikel bevat een lijst met de hoogste gebouwen van IJsland.
In IJsland is hoogbouw vrij uniek, er zijn maar een handvol hoge gebouwen te vinden, vooral in Reykjavík en Kópavogur. De Norðurturninn in Kópavogur had een geplande hoogte van 110 meter, maar door financiële problemen in 2008 zijn de werkzaamheden stilgelegd. Enkele jaren later is de toren afgebouwd maar niet hoger gebouwd dan 62 meter.
Het hoogste gebouw in Reykjavík is de Hallgrímskirkja met 74,5 meter hoogte, gevolgd door Höfðatorg met zijn 70 meter. De eerste echte "wolkenkrabber" van IJsland (de Turninn) staat in Kópavogur en is 78 meter hoog. Er bevindt zich op de 19e verdieping een lunchroom met uitzicht over de hele stad. Ook in Akureyri zijn in buitenwijken verschillende woontorens gebouwd, maar geen van alle heeft meer dan 10 verdiepingen.
De hoogste constructie van IJsland is overigens de 412 meter hoge mast van het zendstation Gufuskálar.

## Lijst met hoogste gebouwen in IJsland
| Rang | Gebouw                | Stad      | Hoogte    | Verdiepingen | Jaar        |
| ---- | --------------------- | --------- | --------- | ------------ | ----------- |
| 1    | Smáratorg 3           | Kópavogur | 78 m      | 20           | 2005 - 2008 |
| 2    | Hallgrímskirkja       | Reykjavík | 74,5 m    | -            | 1945 - 1986 |
| 3    | Höfðatorg toren 1     | Reykjavík | 70 m      | 19           | 2008 - 2009 |
| 4    | Grand Hótel Reykjavík | Reykjavík | 65 m      | 14           | 2007        |
| 5    | Norðurturninn         | Kópavogur | 62 m      | 28           | 2007 - 2018 |
| 6    | Vatnsstígur 16-18     | Reykjavík | 63 m      | 19           | 2006 - 2010 |
| 7    | 5-10 flatgebouwen     | Kópavogur | 60 – 65 m | 10-18        |             |
| 8    | Hús verslunarinnar    | Reykjavík | 54 m      | 14           | 1975 - 1981 |
| 9    | Landakotskirkja       | Reykjavík | 45 m      | -            | 1929        |
| 10   | Austurbrún 4          | Reykjavík | 45 m      | 13           | 1958        |
| 11   | Concertgebouw Harpa   | Reykjavík | 43 m      | 3            | 2007 - 2011 |
| 12   | Aflagrandi 40         | Reykjavík | 41,5 m    | 12           | 1989        |
| 13   | Woontoren Dalvegur    | Kópavogur | ±32 m     | 11           | 200? -200?  |
| 14   | Tröllagil 29          | Akureyri  | ±26 m     | 9            | ????        |
| 15   | Hotel Borg            | Reykjavík | 22 m      | 6            | 1930        |